# Abaza
Abaza (ruski: Абаза) je grad u Hakasiji, u Rusiji. 

## Zemljopisni smještaj
Nalazi se na rijeci Abakanu, nizvodno od glavnog grada Hakasije Abakana prema jugozapadu. 

## Stanovništvo
Prema popisu iz 2008. godine, grad je imao 17.129 stanovnika.
Abaza se nalazi u Krasnojarskoj vremenskoj zoni (UTC+7).

## Vanjske poveznice
- Službena stranica (rus.)